# Vicente Menéndez-Santarúa
Vicente Menéndez-Santarúa Prendes,  conocido como Santarúa (Candás, Carreño, Asturias, 23 de noviembre de 1936-Oviedo, 26 de febrero de 2024), fue un pintor y escultor español.

## Biografía
Hijo de un armador con sensibilidad por el arte, su padre, persona polifacética, hacía dibujos prácticos y resolvía complicados problemas técnicos como entretenimiento. Santarúa, como generalmente se hace llamar, recibió de él un espíritu concienzudo para el trabajo.
Su educación se inició en el Colegio San Félix de Candás, luego en el Colegio San Agustín de los agustinos de Avilés. Más tarde estudiará en la Escuela de Artes y Oficios de Oviedo (donde entabla amistad con Eugenio Tamayo) y Bellas Artes en la Escuela Superior de Valencia, donde se licencia, ampliando estudios en el Círculo de Bellas Artes de Madrid. u primera exposición, que fue colectiva junto a otros pintores noveles, la llevó a cabo en 1951. En 1959 obtuvo el primer premio en una exposición organizada por Educación y Descanso en Oviedo. En 1962 realiza su primera exposición individual en Avilés y dos años después expuso en el Palacio Conde de Toreno de Oviedo.
Durante una gran parte de su vida ha estado ejerciendo como profesor de instituto.
Como escultor, lo más destacado son las esculturas que han pasado a ser esculturas urbanas para ciudades como Candás, La Felguera, Avilés u Oviedo, entre otras.
Falleció en Oviedo el 26 de febrero de 2024 a los 87 años.

## Obras públicas
- Pleito de los delfines, 1982, Parque Maestro Antuña, Candás.[4]
- Monumento al Marqués de Santa Cruz, 1984, calle Marqués de Santa Cruz de Marcenado, Oviedo.[5]
- Monumento a Pepe Calvo, 1985, Brañagallones, concejo de Caso, Asturias.[4]
- Monumento a David Vázquez, 1988, La Felguera, Asturias.[4]
- Busto de Philippe Cousteau, 1997, Museo de las Anclas, Salinas, Castrillón, Asturias.[4]
- Monumento a Carreño Miranda, 2000, Plaza de Camposagrado, Avilés.[4]
- Monumento a Woody Allen, 2003, Calle de las Milicias Nacionales, Oviedo.[4]
- Busto de Manolo Avello, 2003, Campo de San Francisco, Oviedo.[4]
- Monumento a Juan Pablo II, 2006, Plaza Juan Pablo II, Oviedo.[5]
- Monumento a Manolo Preciado, 2013, aledaños de El Molinón, Gijón.[6]

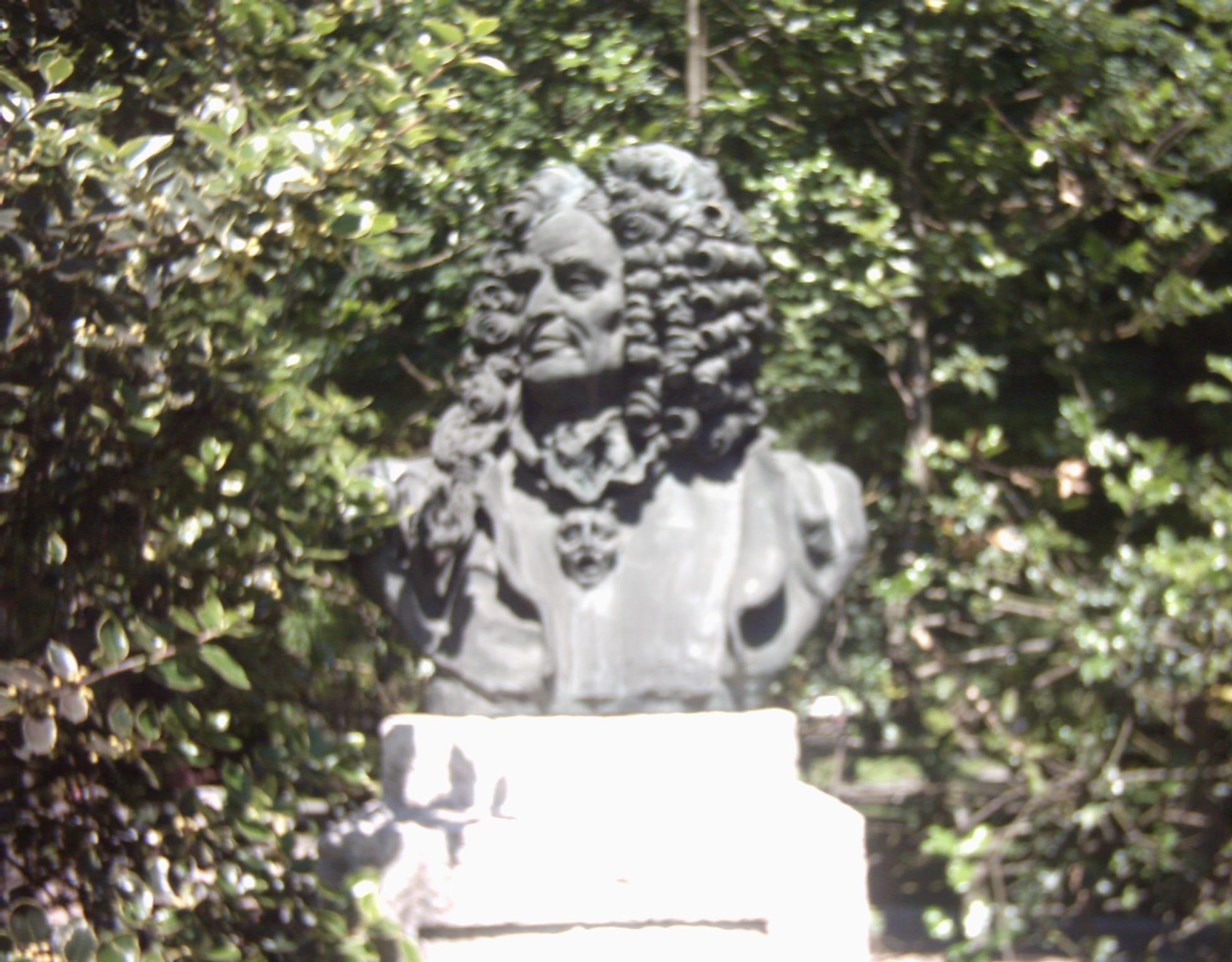
Monumento al marqués de Santa Cruz (1984), en Oviedo.
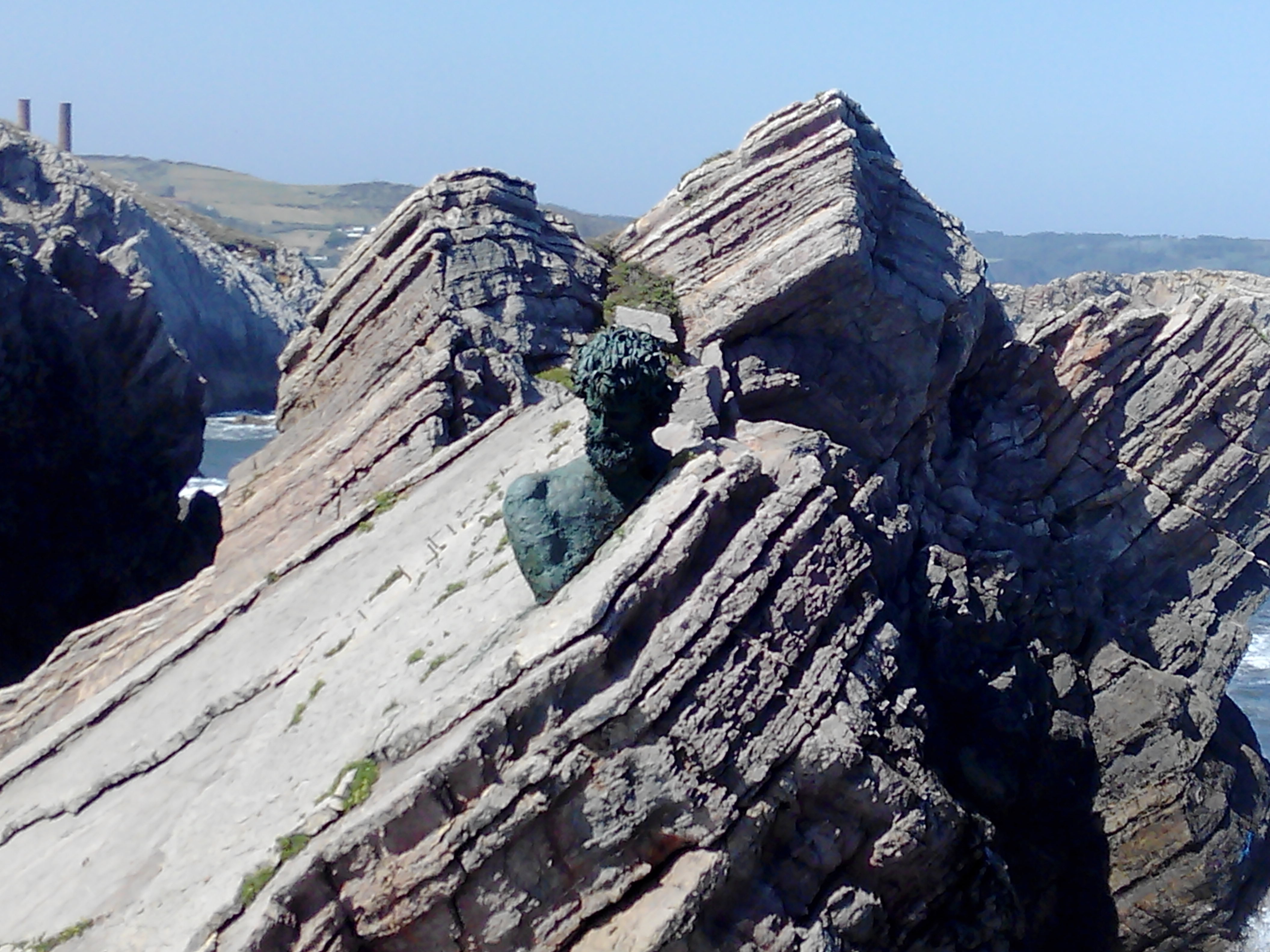
Busto de Philippe Cousteau (1997), en Salinas, Castrillón.
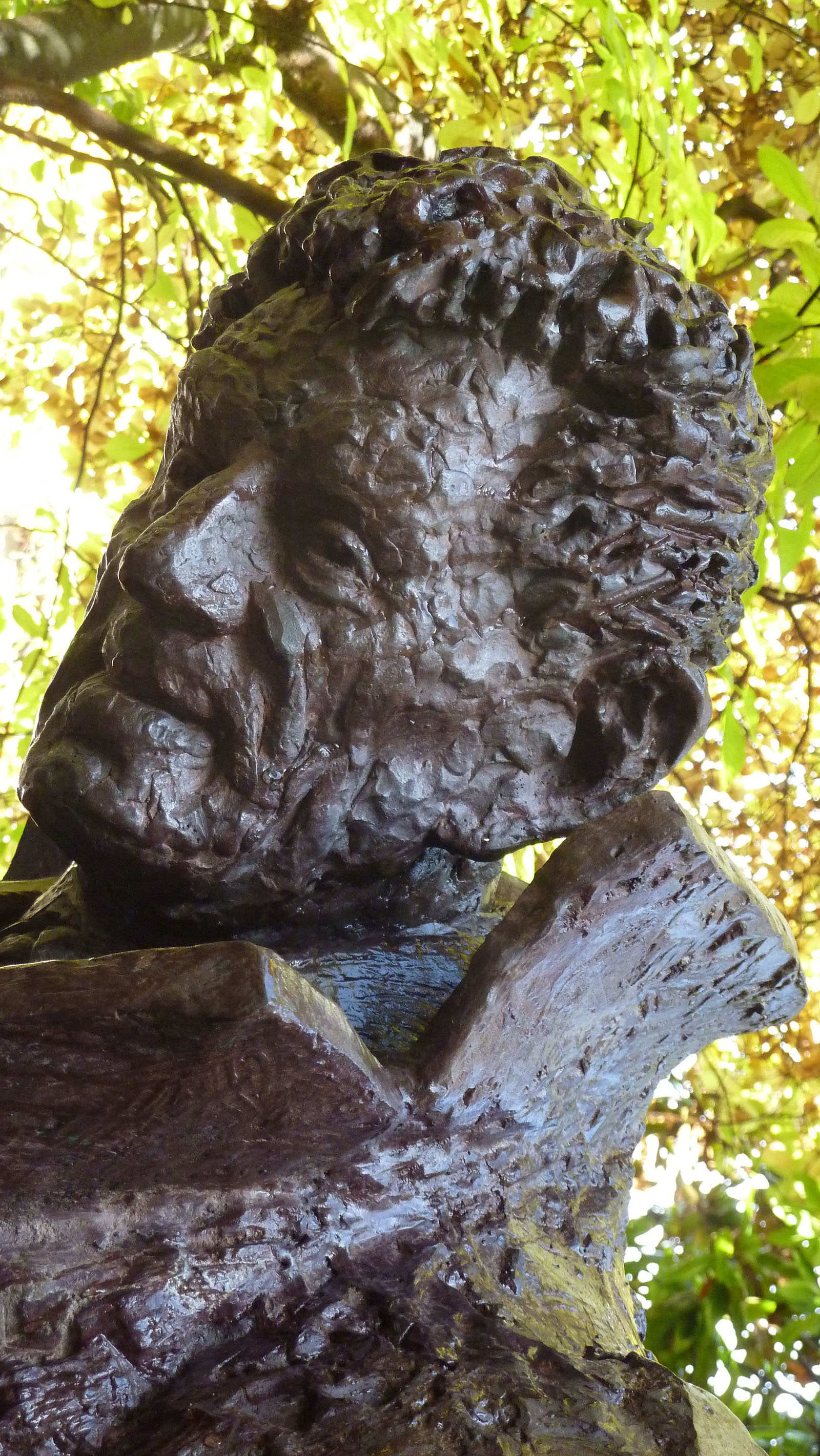
Busto de Manolo Avello (2003), en Oviedo.
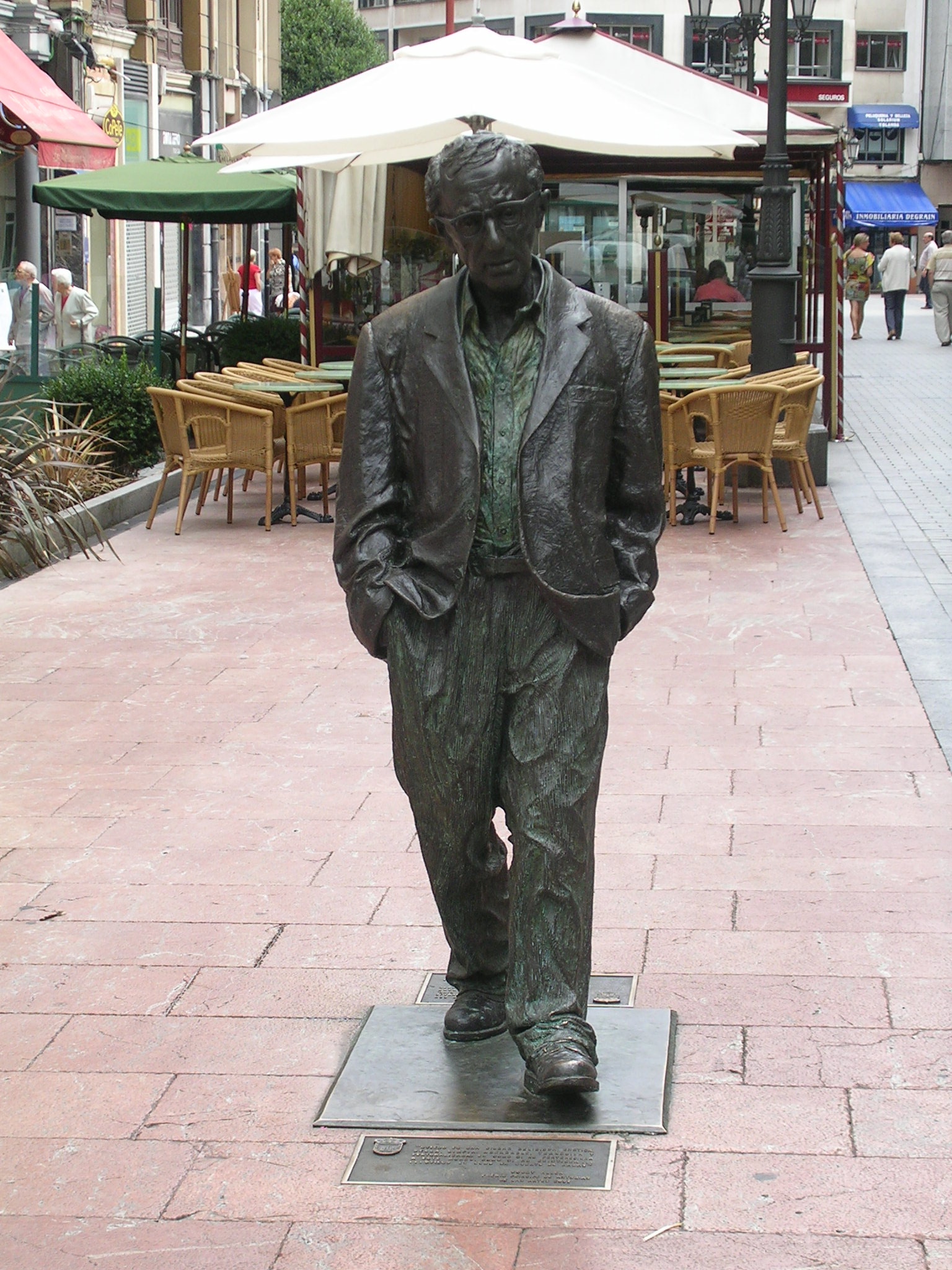
Monumento a Woody Allen (2003), en Oviedo.
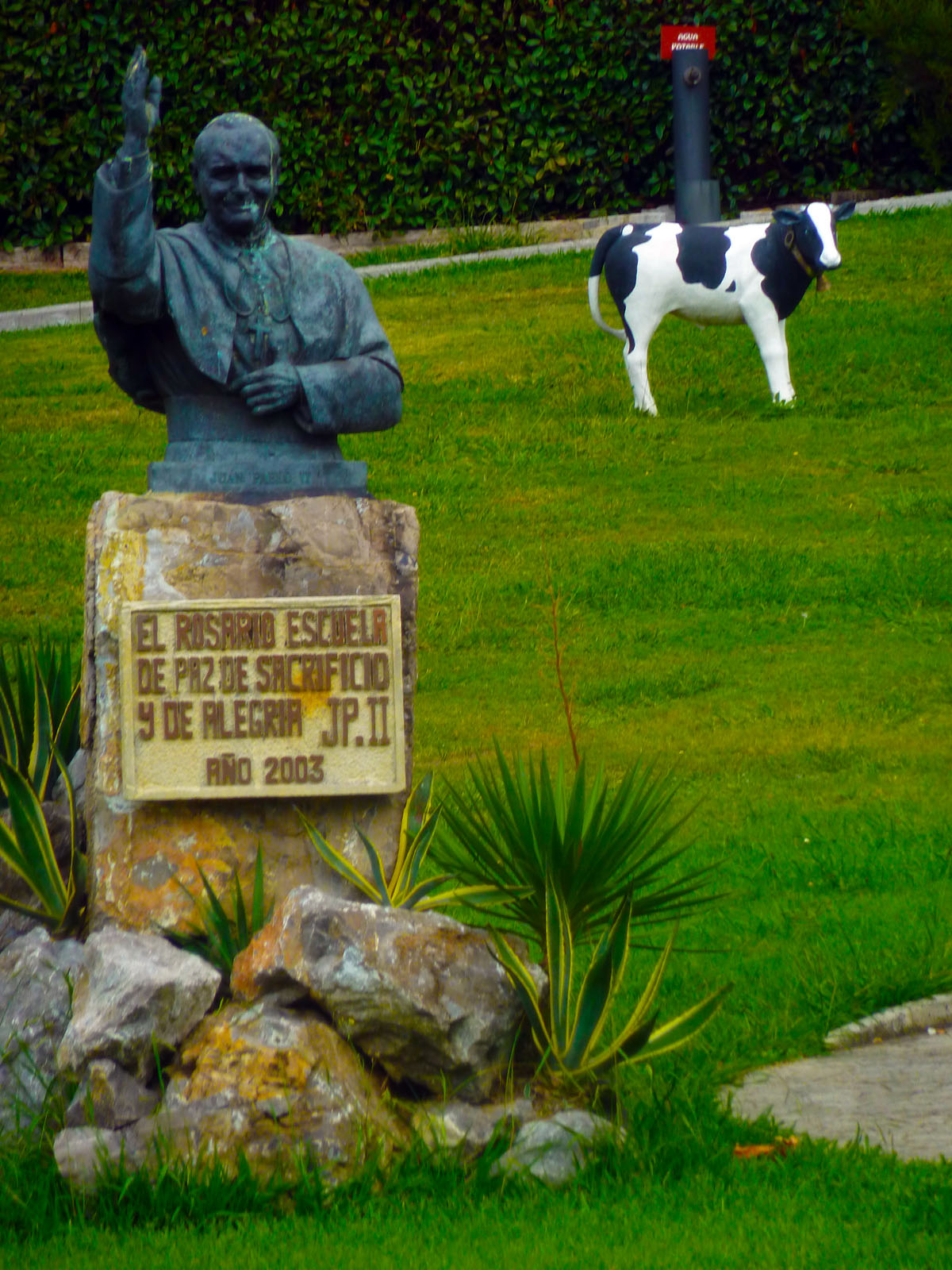
Monumento a Juan Pablo II (2006), en Oviedo.
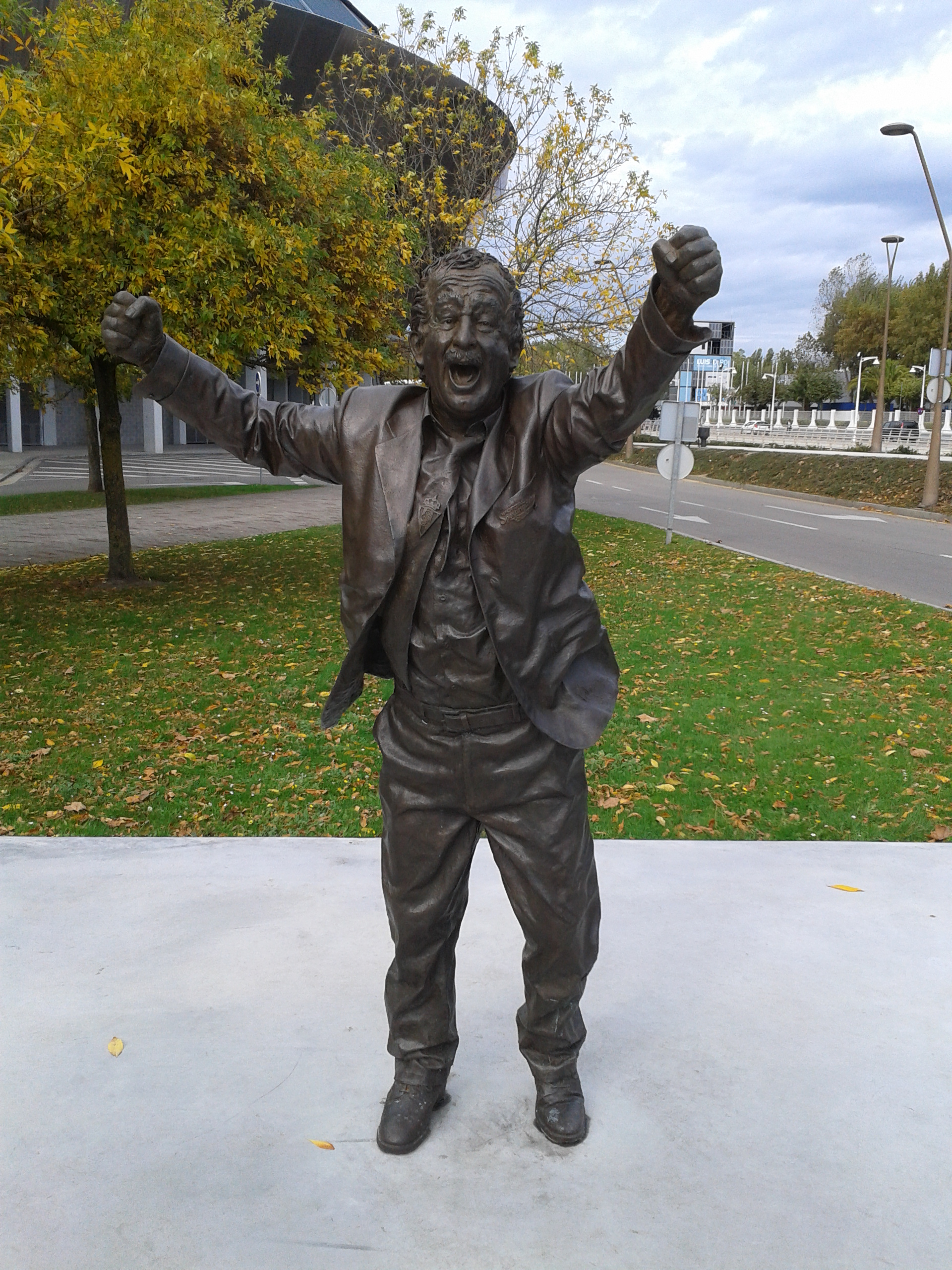
Monumento a Manolo Preciado (2013), en Gijón.